# 豐田村 (花蓮港廳)

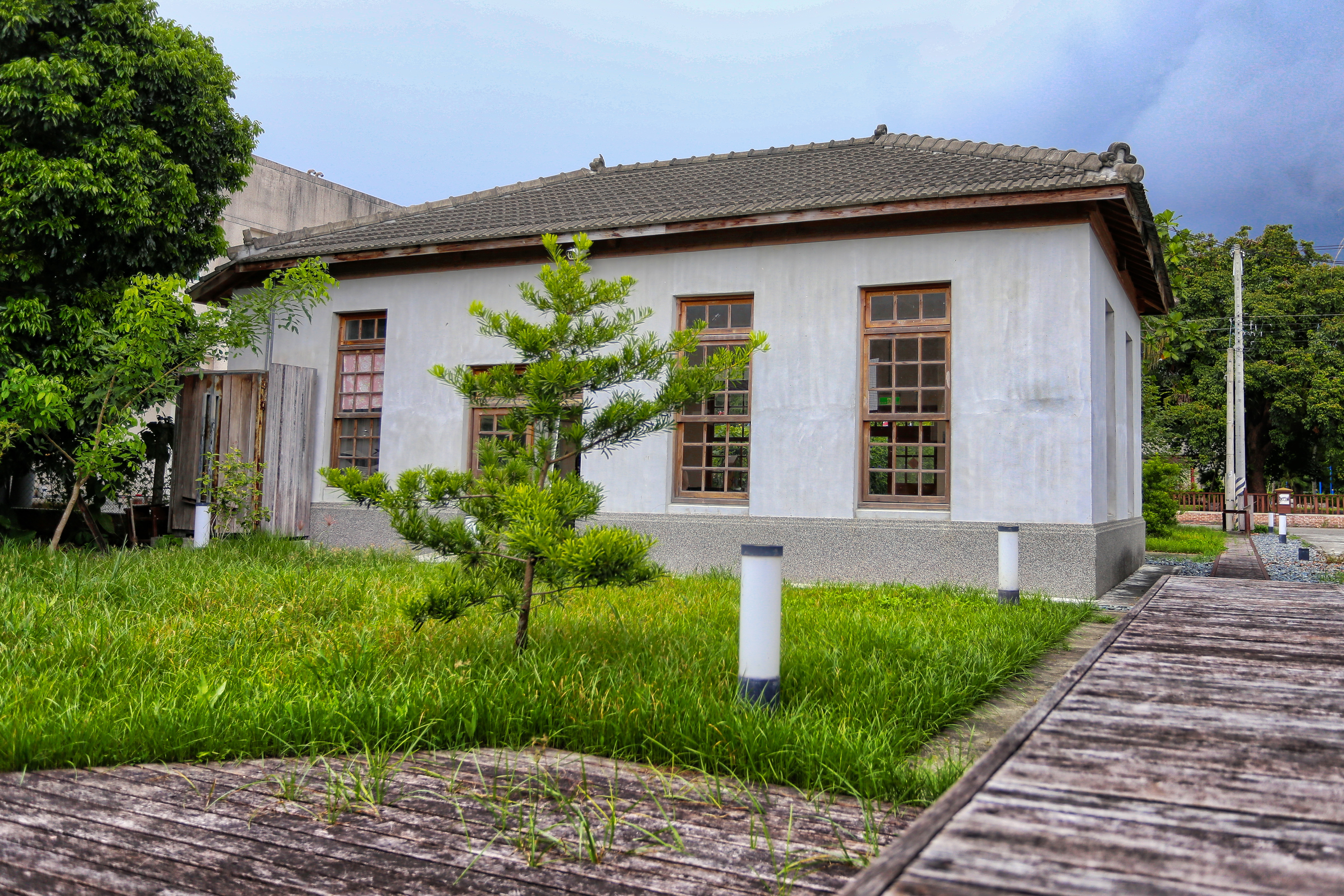
豐田村移民指導所事務室

豐田村，是台灣日治時期日本移民村之一，位於台灣花蓮港廳壽（現今花蓮縣壽豐鄉豐裡村、豐山村、豐坪村三村）。

## 沿革
日治時期，台灣總督府曾在花、東一帶進行大規模的「移民政策」，從1911年到1924年間，在東台灣建立了數處頗具規模的移民村，如吉野村（今花蓮縣吉安鄉）、豐田村（今花蓮縣壽豐鄉）、林田（今花蓮縣鳳林鎮）、瑞穗（今花蓮縣瑞穗鄉）、鹿野（今台東縣鹿野鄉）等等共十餘處移民村，這些移民村規劃完善，村內道路設計成寬敞有序的棋盤狀，村內設有移民指導所、派出所、醫療所、神社與佈教所，以及教育移民子弟的小學校等單位，其中豐田移民村是目前保存較為良好的一處。
豐田是日本在台灣所設的第二個移民村，日治時代被選作日本移民村的示範基地。豐田村始於大正2年(1913年)，舊地名為鯉魚尾，以水田多而土地肥沃出名，原為賀田金三郎之事業地，明治43年(1910年)因經營不善為臺東拓殖合資會社承繼，1911年開始由會社自熊本縣與宮城縣招募移民入住，墾殖百餘甲甘蔗園 。大正元年(1911年)臺東拓殖合資會社與鹽水港株式會社合併後，以歸還之總督府許可地作為豐田村之用地，大正2年(1913年)移民開始入住。
移民村內設有豐田小學校（今豐裡國小）、移民指導所（今豐田社區中心）、「醫生的家」、豐田派出所廳舍（今壽豐文史館）、豐田神社（今碧蓮寺）。

## 聚落
豐田村位於知亞干溪出山口北側，至大正6年住戶約180戶人口912人，村中聚落可分為 :
- 大平
- 中里 : 位於豐田村中央，移民指導所、醫療所、小學校、警察官吏派出所及布教所皆位於此。
- 森本 : 以林木茂盛之神社而得名。
- 山下

## 水路
豐田圳在1916年開鑿幹線和支線，於1917年完工，是豐田村唯一的水利設施，其水源引知亞干溪水（今壽豐溪），灌溉耕地600甲。另外，台灣總督府從1915年起，分三年進行排水道修築工程，興建排水幹線和支線，以解決豐田村山下聚落積水問題。1941年設溪口發電所，發電尾水接豐田圳供豐田移民村的灌溉民生用水。

## 組織
豐田村的社會組織有 : 
- 恆心會儲金 : 備不時之需與會員救濟。
- 豐田村水利組合 : 成立於大正6年(1917年)，分配灌溉用水與水渠修繕。
- 青年會 : 於農閑進行補習教育與協同耕作。

## 外部連結
- 中村佐太郎《花蓮 -開拓移民村について》
- 社團法人花蓮縣牛犁社區交流協會（页面存档备份，存于）